# Société d'émulation des Côtes-d'Armor
Fondée le 31 janvier 1861, à Saint-Brieuc, la Société d'émulation des Côtes-d'Armor est une société savante qui a le statut d'une association loi de 1901. La Société d'émulation poursuit l'œuvre de l'ancienne Société archéologique et historique des Côtes-du-Nord (1842-1890).

## Objectifs et organisation de la société
La société d'émulation des Côtes-d'Armor a pour objet d'étudier et de faire connaître le patrimoine, l’histoire et l'archéologie du département des Côtes-d'Armor.
La société est dirigée par un conseil d'administration élu. Depuis 2007, le président en est Geoffroy de Longuemar, la secrétaire générale Marie-Laëtitia Rouvière et le trésorier Alain Cornu.
Les travaux des chercheurs sont présentés lors de conférences qui ont lieu au campus Mazier (pôle briochin de l'Université Rennes-II).
La société dispose d’une bibliothèque installée au musée de Saint-Brieuc, rue des Lycéens-Martyrs. Elle est ouverte sur rendez-vous aux chercheurs et membres de la Société d'émulation.
La société est affiliée à la Fédération des sociétés historiques de Bretagne, dont elle est l'un des dix membres fondateurs.

## Actions de la société
Dans ce but, la société organise :
- des conférences,
- des excursions et
- publie des Mémoires (bulletin annuel adressé aux adhérents). En 2016, le tome CXLIV (144), un volume de 500 pages contenant dix-sept articles.

En 2009, le président en exercice a créé un prix de la Recherche qui récompense les meilleurs mémoires de Master dont le sujet intéresse le département des Côtes-d'Armor. Le prix est décerné à l'occasion de la dernière séance de l'année en décembre. Le jury est constitué de membres de l'Université, des Archives et des Sociétés savantes.
Les lauréats ont été :
- en 2009 : Julien Fanen (Master 2) et Céline Angoujard (Master 1)
- en 2010 : Mathieu Glaz et Virginie Quélen ex æquo en Master 2
- en 2012 : Benoit Ambroise (Master 2) et Julien Bernard (Master 1)